# Pittsford (villa)
Pittsford es una villa ubicada en el condado de Monroe en el estado estadounidense de Nueva York. En el año 2000 tenía una población de 1,418 habitantes y una densidad poblacional de 781.9 personas por km².

## Geografía
Pittsford se encuentra ubicada en las coordenadas 43°05′20″N 77°30′54″O / 43.08889, -77.51500.

## Demografía
Según la Oficina del Censo en 2000 los ingresos medios por hogar en la localidad eran de $60,543, y los ingresos medios por familia eran $69,297. Los hombres tenían unos ingresos medios de $51,389 frente a los $35,156 para las mujeres. La renta per cápita para la localidad era de $32,637. Alrededor del 5.2% de la población estaban por debajo del umbral de pobreza.